# Força Operativa Ràpida Europea
La Força Operativa Ràpida Europea o Euroforça Operativa Ràpida (Eurofor) va ser una força terrestre multinacional europea de reacció ràpida. Les tropes que formaven part d'aquesta força eren de quatre països europeus: Espanya, França, Itàlia i Portugal.

Emblema de la medalla al Servei a l'Eurofor

Tenia una cúpula permanent capaç de comandar diferents operacions que incloguin petites divisions de resposta immediata. Es va formar l'any 1995, i responia directament a la Unió Europea Occidental. Tenia com a principal objectiu complir amb les Tasques Petersberg, que eren generalment missions del tipus humanitàries, i de pacificació. Amb l'aparició de la Unió Europea, la Eurofor es va convertir en una part important de la Política comuna de seguretat i defensa de la Unió Europea.
La creació de la Eurofor procedeix d'una iniciativa per a la formació d'una força marítima tripartida hispà-franc-italiana, sorgida en la reunió de ministres de Defensa celebrada a Roma el 1992. Posteriorment aquesta idea bàsica va donar lloc a dos projectes, el marítim proposat inicialment, que es va convertir en la Força Marítima Europea (EUROMARFOR), i un altre terrestre, el de la Eurofuerza Operativa Ràpida (Eurofor). Totes dues forces es van crear oficialment en la Declaració de Lisboa, signada pels ministres d'Afers exteriors i de Defensa d'Espanya, França i Itàlia, en ocasió del Consell Ministerial de la Unió Europea Occidental (UEO) del 15 de maig de 1995. En el mateix acte, es va subscriure la participació de Portugal en les dues forces des del començament del seu desenvolupament.
L'Eurofor va iniciar la seva marxa el 2 d'octubre de 1995 en l'aquarterament Predieri de Florència (Itàlia), en el qual un any després va finalitzar l'establiment de la seva Caserna General. Va ser declarada força amb operativitat completa en 1999. Amb el temps es va transformar en un grup de combat i es va dissoldre el 2012.

## Missions
Eurofor es va veure involucrada en dos conflictes, un a Albània, i un altre a República de Macedònia.
"missió Albània", va anar en resposta a la crisi de refugiats que va assolar a aquest país després de la Guerra de Kosovo. El desplegament inicial de l'operació va ser realitzat per les forces de l'OTAN, i una vegada que aquestes van entrar a Kosovo, la missió de Eurofor a més va incorporar la tasca de defensar les línies de proveïment de l'OTAN a través d'Albània.
"Missió Macedònia" va ser conduïda sota l'ala de la Unió Europea. Formalment, va transformar
a Eurofor en la resposta directa de la Unió Europea pel que respecta a seguretat . L'operació va començar el 31 de març de 2003, quan les autoritats Macedòniques van sol·licitar assistència per a establir la seguretat interna d'aquest país. La missió va acabar formalment el 15 de desembre de 2004

## Desaparició
La Caserna General de la Força Operativa Ràpida Europea (Eurofor), situat a la ciutat italiana de Florència, va ser clausurat el 14 de juny de 2012 en una cerimònia presidida pels caps d'Estat Major de la Defensa (JEMAD) dels quatre països membres: Espanya, França, Itàlia i Portugal. També van assistir representants dels respectius Ministeris d'Afers exteriors. Per part espanyola, van ser presents el JEMAD, almirall general Fernando García Sánchez, i la subdirectora general de Seguretat i Operacions de Manteniment de la Pau, Elena Gómez.
Per acord dels quatre països, el 2 de juliol va deixar d'existir oficialment la Eurofor, la Caserna General de la qual estava compost, en el moment de la seva dissolució, per 82 militars, dels quals 17 eren espanyols. L'evolució de la Política Comuna de Seguretat i Defensa de la Unió Europea i la reducció de l'estructura militar de l'OTAN (per a adaptar-se a l'entorn estratègic i a les actuals restriccions pressupostàries) han portat a les quatre nacions participants a adoptar aquesta decisió. No obstant això, segue existint la Força Marítima Europea (Euromarfor), que lidera la operació "Atalanta" de lluita contra la pirateria en aigües pròximes a les costes de Somàlia.
L'Eurofor, La Eurofor, creada el 15 de maig de 1995, va ser inaugurada oficialment pels ministres de Defensa d'Espanya, França, Itàlia i Portugal el 9 de novembre de 1996. En la mateixa cerimònia va prendre possessió com a cap el general Juan Ortuño, que va romandre dos anys en el lloc. Al novembre de 2004 va tornar a correspondre el comandament a un espanyol, el general Fernando Sánchez-Lafuente. Des de la seva creació, la Eurofor ha participat en tres operacions, desenvolupades en Albània (2000-2001), Macedònia (2003) i Bòsnia i Hercegovina (2006-2007).